# 茜笑美
茜 笑美（あかね えみ　1990年4月2日 - ）は日本のAV女優。マークスグループに所属。
身長:155cm。スリーサイズ:B83・W60・H83。
特技はピアノ・クラシックバレエ・華道

## 略歴
2010年に「あのがけっぷちアイドル茜笑美AVデビュー」でAVデビューした。

## 出演作品

### イメージビデオ
2010年
- がけっぷちアイドル 茜笑美 （8月12日、グラッツコーポレーション）
- お嬢様の性欲への～追求 茜笑美（オルスタックピクチャーズ）

2011年
- お嬢様のエロ舌 茜笑美（3月29日、オルスタックピクチャーズ）

### アダルトビデオ
2010年
- あのがけっぷちアイドル茜笑美AVデビュー （10月22日、EROTICA）
- 生中出し女子校生 EVOLUTION 4時間 3（12月10日、BAZOOKA）

2011年
- やらせてくれる女子大生 某大学ミスキャンパス エミ （1月13日、ハヤブサ）
- いとこ風呂 22（1月25日、JUMP）
- 本物近親相姦幼●ポルノ ついに発売、伝説の栃木一家シリーズ 長女猥褻しつけ編（1月25日、JUMP）
- 小○生お漏らし暴発オナニー 顔騎・顔面シャワー（1月25日、JUMP）
- 帰ってきた！！ハメちゃうのは誰だ リターンズ 2（2月5日、ヒビノ）
- 幼獄 32（2月10日、First Star）
- こだわりの手コキ 4時間SP 35人のハンドメイド 18 （2月25日、ハヤブサ）
- マジ友の前で羞恥 5 街頭で女の子2人組をナンパして友達の前で淫らな行為をさせる（4月10日、ホットエンターテイメント）
- フニャチン夫を勃ち直らせたい！夫のインポで悩む奥さん、これが勃起チ○ポですよ！（5月19日、アイエナジー）
- クレーム対応に来た女は「断らない」から絶対ヤレる！ パート8（6月4日、アイエナジー）
- レズ痴漢バス 狙いは気弱でウブな女子校生 （6月18日、ヒビノ）
- 僕だけの美人家庭教師 2 Hな先生5人のカラダを使った学力向上計画 4時間 （7月8日、BAZOOKA）
- 素人SEX 女子校生美尻少女 えみ （7月22日、SWEET GIRL）
- 目の前で痴漢されている女子校生とずっと目が合っていた （8月20日、SODクリエイト）
- 痴漢OK娘 VOL.8（10月20日、ナチュラルハイ）
- 薄壁の向こうで姉が我慢できずに漏らす喘ぎ声を聞いて発情しだす妹 2（11月5日、ナチュラルハイ）
- 同級生に気づかれ恥ずかしさで助けを求めず見られながら痴漢に感じる女子高生（11月5日、ナチュラルハイ）
- 有名女優が通う高級レズソープ（11月18日、クリスタル映像）
- 「ママには言わないで…」ロリ性感オイルマッサージ 12（11月20日、LOTUS）

2012年
- 女子校生15人オマ○コ指入れぴちゃぴちゃ自画撮りオナニー vol.5（1月20日、ピーターズ）
- 痴漢OK娘 レズスペシャル 3 通学路で一緒になる他校の清純女子校生を失禁するまで感じさせろ（3月22日、ナチュラルハイ）
- 美少女1泊2日中出し温泉旅行 06（4月20日、プレステージ）
- 女子柔道 絞め落としレズビアン（5月7日、トラウマアート）共演:月央みあ
- 催眠保育（6月15日、トラウマアート）共演:月央みあ
- 美少女即ハメ白書（7月20日、プレステージ）
- 先輩がいち学年下の子とも付き合ってたからなんか仕返し考える（7月27日、BALTAN）

## テレビ出演
- グラドルAV鑑賞記 #18（2010年9月）つくばテレビ